# آيت وادوز الجبل (أغمات)
آيت وادوز الجبل هي إحدى مشيخات المملكة المغربية، تتبع جغرافيا لإقليم الحوز وإداريًا لأغمات. يقدر عدد سكانها بـ 8913 نسمة حسب الإحصاء الرسمي للسكان والسكنى لسنة 2004.